# كأر لب (للنيدن)
كأر لب (بالإنجليزية: Caer Lêb)‏ هي منطقة سكنية تقع في المملكة المتحدة في بريطانيا العظمى.[بحاجة لمصدر]

## معرض صور

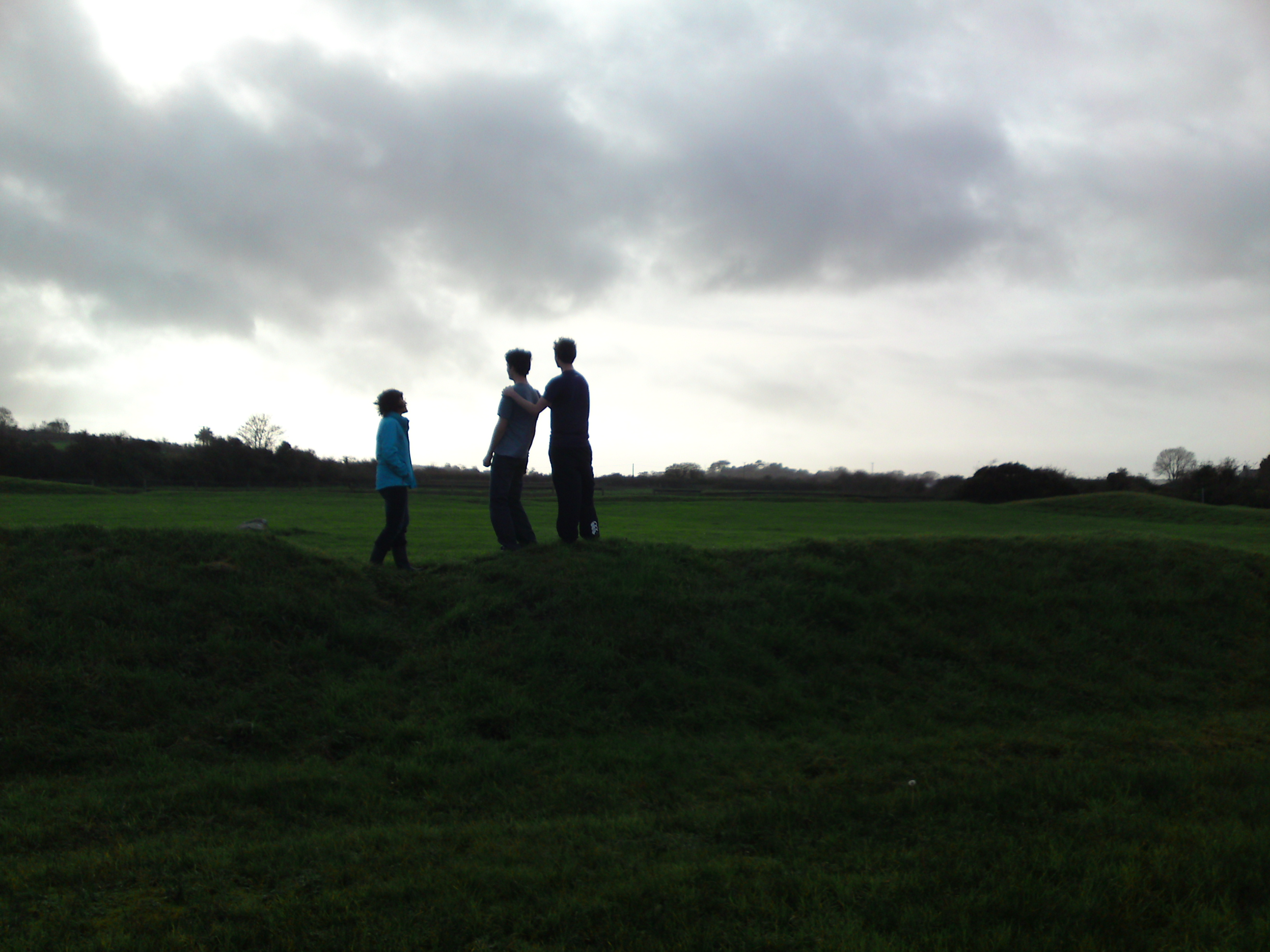
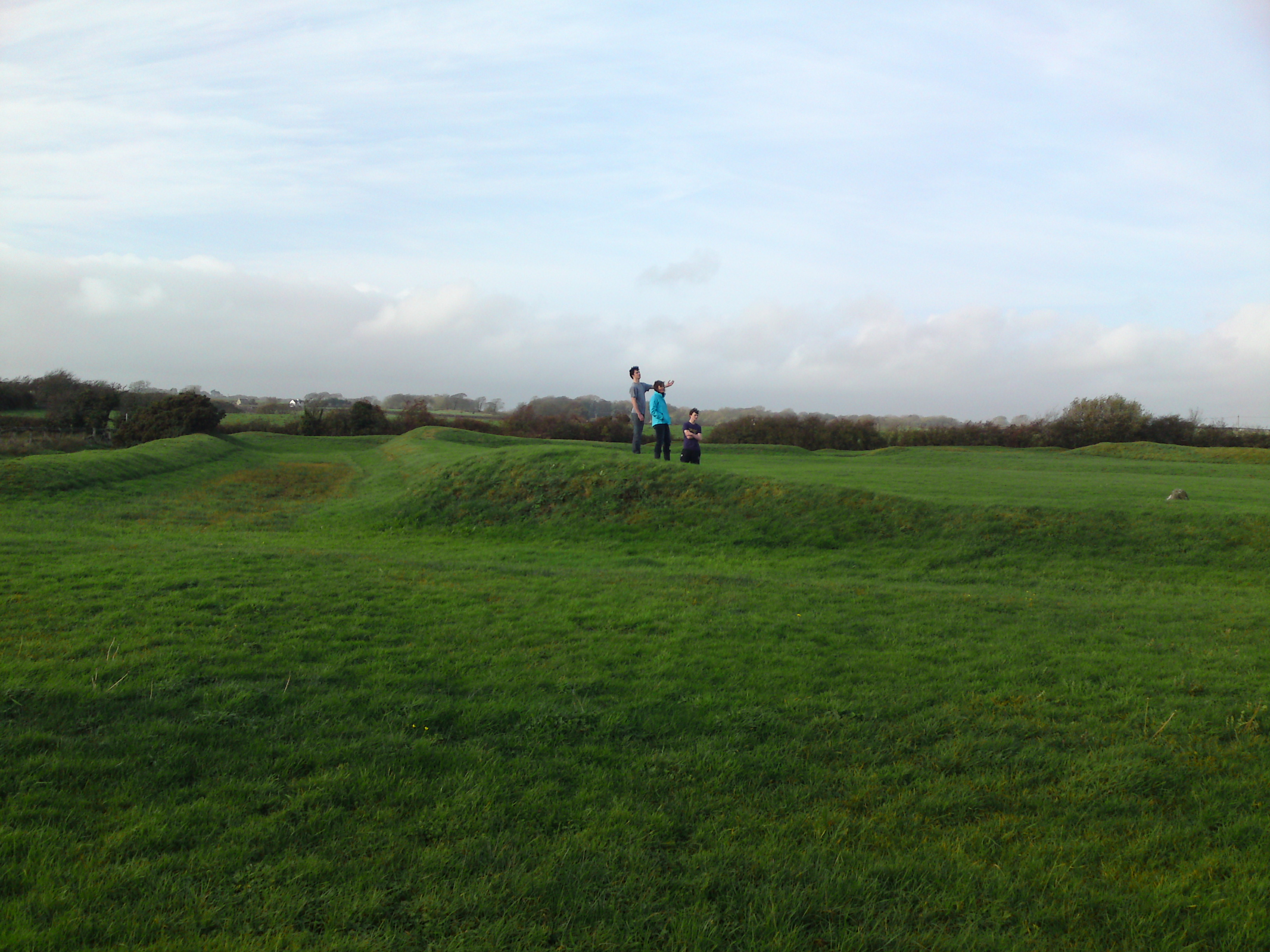
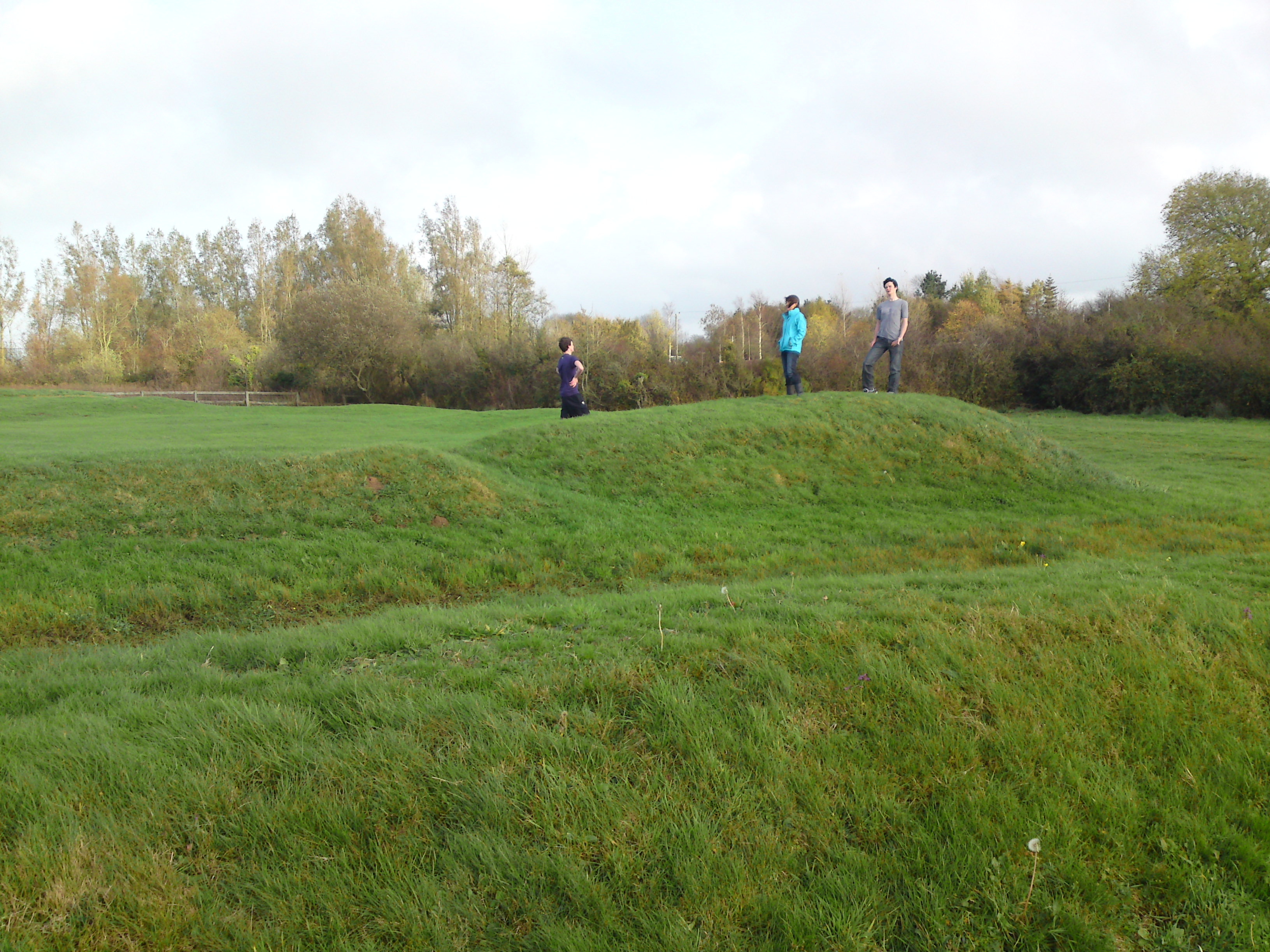